# Wincenty Bogucki

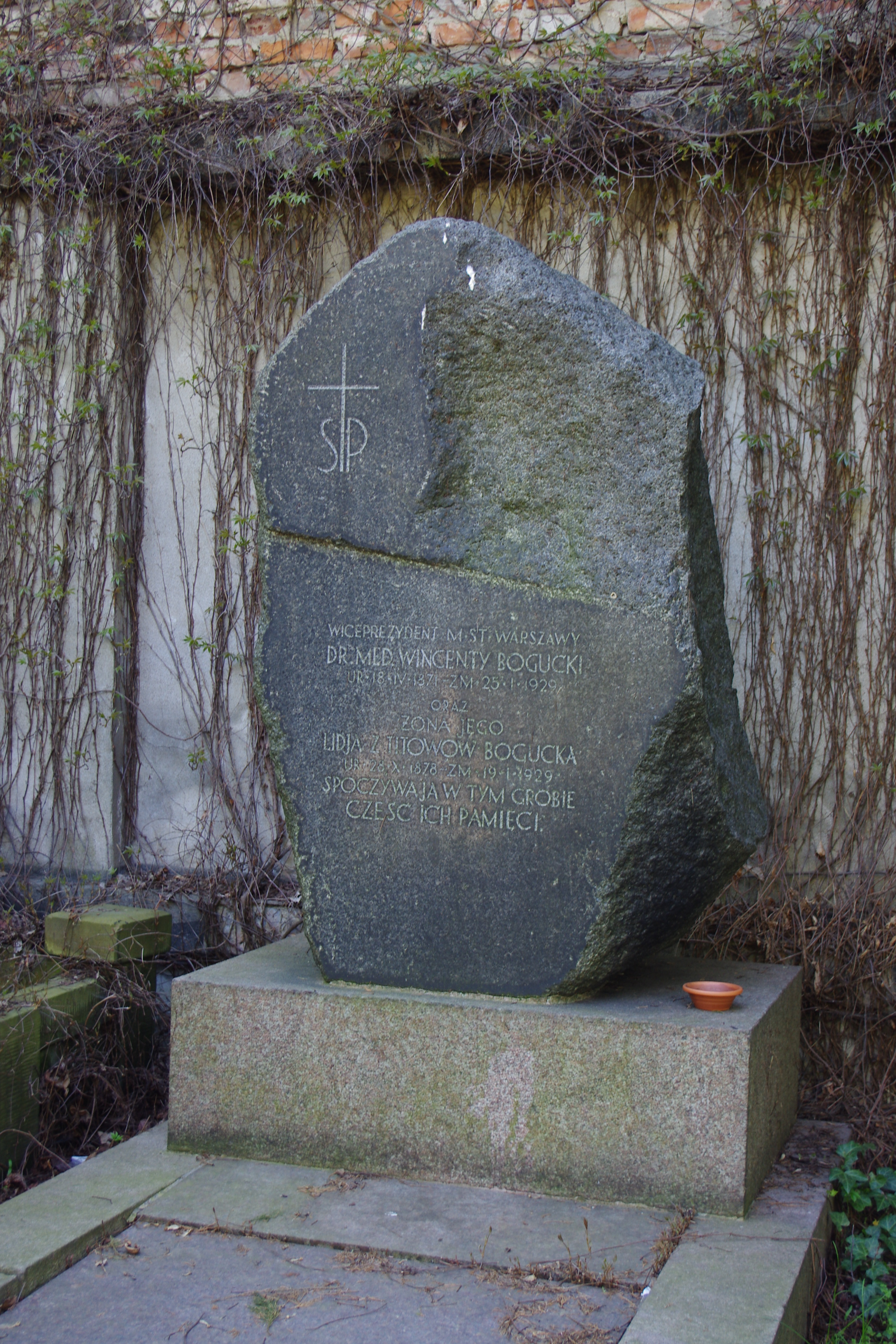
Grób Wincentego Boguckiego na Cmentarzu ewangelicko-reformowanym w Warszawie

Wincenty Bogucki (ros. Bикeнтий Meчиcлaвoвич Бoгуцкий, ur. 18 kwietnia 1871 w Marynowiczach, zm. 25 stycznia 1929 w Warszawie) – polski i rosyjski lekarz, polityk, prezydent Odessy, wiceminister spraw wewnętrznych rosyjskiego Rządu Tymczasowego, major służby zdrowia Wojska Polskiego.

## Życiorys
Urodził się w Marynowiczach koło Kijowa. Do szkoły średniej uczęszczał w Kijowie, tamże skończył medycynę w 1896 roku. Pracował w zawodzie w Rosji (Saratów, Odessa) i w Mandżurii. Od 1897 był członkiem Związku Walki o Wyzwolenie Klasy Robotniczej, w roku 1905 przyłączył się do rewolucji, za co odbywał karę zesłania w Pinedze od 1907 do 1909. Po oswobodzeniu z zesłania piastował funkcje kierownicze w służbach medycznych, zwłaszcza w czasie I wojny światowej, gdy kierował Wydziałem Sanitarnym Wszechrosyjskiego Związku Ziemstw organizując m.in. ogólnokrajową akcję szczepień przeciw cholerze i durowi. W czasie rewolucji 1917 roku powtórnie przyłączył się do ruchu rewolucyjnego, otrzymując tekę wiceministra spraw wewnętrznych Rządu Tymczasowego i dyrektora Departamentu Zdrowia i Weterynarii. Po upadku rządu Kiereńskiego zbiegł do Odessy i został w 1918 prezydentem miasta. Aresztowany i skazany na śmierć przez bolszewików. Wyroku nie wykonano, zamiast tego kierując Boguckiego na stanowisko lekarza frontowego Armii Czerwonej.
Od 1920 roku był w Wojsku Polskim. Został awansowany do stopnia majora lekarza. Był przydzielony do 1 Batalionu Sanitarnego w garnizonie Warszawa, w którym w 1923 był oficerem rezerwowym, a w 1924 oficerem rezerwowym pospolitego ruszenia. Po demobilizacji kierował wydziałem zdrowia miasta Warszawy. Na tym stanowisku doprowadził do powstania Instytutu Higieny. Od 1927 do śmierci piastował funkcję wiceprezydenta Warszawy. Wchodził w skład senatu Wydziału Nauk Politycznych Wolnej Wszechnicy Polskiej.
Zmarł 25 stycznia 1929 w Warszawie.
Pochowany został na warszawskim Cmentarzu Ewangelicko-Reformowanym (kwatera K1-2-24).